# Mendigos y opulentos
Mendigos y opulentos (Beggars and choosers) es una novela de ciencia ficción nominada al premio Hugo en 1994 escrita por Nancy Kress. Es una secuela a la ganadora del premio Hugo Mendigos en España. Las novelas La cabalgata de los mendigos de 1996 y Perros durmientes de 1999 completan la saga.

## Escenario
La saga Los Insomnes está ambientada en un futuro próximo en el que la ingeniería genética es algo corriente
Mendigos y opulentos comienza en julio de 2114 en los Estados Unidos de América, en donde la sociedad ha evolucionado a un extraño sistema de tres estamentos bien definidos.
El 80% de la población está formada por "Vividores" inútiles entretenidos con  "pan y circo" y que sin embargo ostentan cierto poder gracias a su derecho al voto. La clase a la que pertenecen los políticos y los trabajadores (y que dependiendo de la opinión de cada uno son superiores o inferiores) son los "Auxiliares": la clase media modificada genéticamente, los que ostentan cargos políticos y a su vez deben satisfacer todas las necesidades de los Vividores y asegurar el pan y el circo para mantener su posición social. Y por último los Insomnes (ver Mendigos en España), personas con modificaciones genéticas anteriores a los Auxiliares, que se retiraron voluntariamente del sistema político-social de EE. UU. (debido a cierto rechazo social) y viven retirados en un lugar llamado Santuario. En esta novela los descendientes de los Insomnes se han retirado a una isla artificial que ellos mismos construyeron, pero sin embargo son la fuente creadora de todas las innovaciones tecnológicas, científicas y genéticas que los políticos Auxiliares necesitan para mantenerse en el poder.

## Argumento
Una vez asentados en la isla artificial de su propia creación, los descendientes de los Insomnes o Superinsomnes, pueden desarrollar una nueva biotecnología muy tentadora pero también potencialmente muy peligrosa. Su control es complicado no solo por su aislamiento y su alta seguridad, sino porque los Superinsomnes disponen mayor conocimiento que el resto de la sociedad -tanto Vividores como Auxiliares-, gracias a su alto CI y a su capacidad de permanecer activos durante más horas, ya que no tienen la necesidad de dormir. La Agencia para el Control de las Normas Genéticas (ACNG) puede contrarrestar el poder de los Superinsomnes pero también es capaz de poner en peligro la supervivencia de los “Vividores”.
Al contrario que Mendigos en España, Mendigos y opulentos no posee un narrador omnisciente y sus capítulos son narrados por tres de sus personajes de forma intercalada: Diana Covington, Billi Washington, Drew Arlen; exponiendo cada uno su particular punto de vista.

## Personajes principales
- Diana Covington: Auxiliar, es una agente de la ACGN. Bien educada y con un nivel alto de estudios como la mayoría de los de su clase. Pero también destacan su cinismo y autodepreciación
- Billy Washington: un anciano Vividor
- Drew Arlen: el soñador lúcido. No pertenece a la clase de los Insomnes, pero gracias a una operación genética es capaz de modificar el inconsciente colectivo

Pese a no ser narradora, también desarrolla un papel esencial:
- Miranda Sharifi: primera descendiente de los Insomnes y líder de la isla "La Isla" en la que habitan